# Бромид нептуния(III)
Бромид нептуния(III) — неорганическое соединение,
соль нептуния и бромистоводородной кислоты
с формулой NpBr3,
зелёные кристаллы,
растворяется в воде,
образует кристаллогидраты.

## Получение
- Реакция свежеполученного бромида алюминия с оксидом нептуния(IV):

{\displaystyle {\mathsf {6NpO_{2}+8AlBr_{3}\ {\xrightarrow {600^{o}C}}\ 6NpBr_{3}+4Al_{2}O_{3}+3Br_{2}}}}

## Физические свойства
Бромид нептуния(III) образует зелёные кристаллы нескольких модификаций:
- α-NpBr3, гексагональная сингония, пространственная группа P 63/m, параметры ячейки a = 0,7919 нм, c = 0,4392 нм, Z = 2;
- β-NpBr3, ромбическая сингония, пространственная группа C cmm, параметры ячейки a = 1,267 нм, b = 0,412 нм, c = 0,917 нм, Z = 4.

Растворяется в воде.
Образует кристаллогидрат состава NpBr3•6H2O.

## Химические свойства
- Реагирует с бромом с образованием тетрабромида нептуния:

{\displaystyle {\mathsf {2NpBr_{3}+Br_{2}\ {\xrightarrow {425^{o}C}}\ 2NpBr_{4}}}}